# Envie
Envie (piemontiul és okcitánul: Envìe) település Olaszországban, Piemont régióban, Cuneo megyében. Lakosainak száma 1936 fő (2023. január 1.). Envie Barge, Revello, Rifreddo és Sanfront községekkel határos.

## Népesség
A település lakossága az elmúlt években az alábbi módon változott:
| Lakosok száma | 2023 | 2011 | 1936 |
|               | 2017 | 2018 | 2023 |